# فيكتور غارسيا توما
فيكتور غارسيا توما (بالإسبانية: Víctor García Toma)‏ هو محامي بيروفي، ولد في 2 يونيو 1954 في ليما في بيرو.